# E117

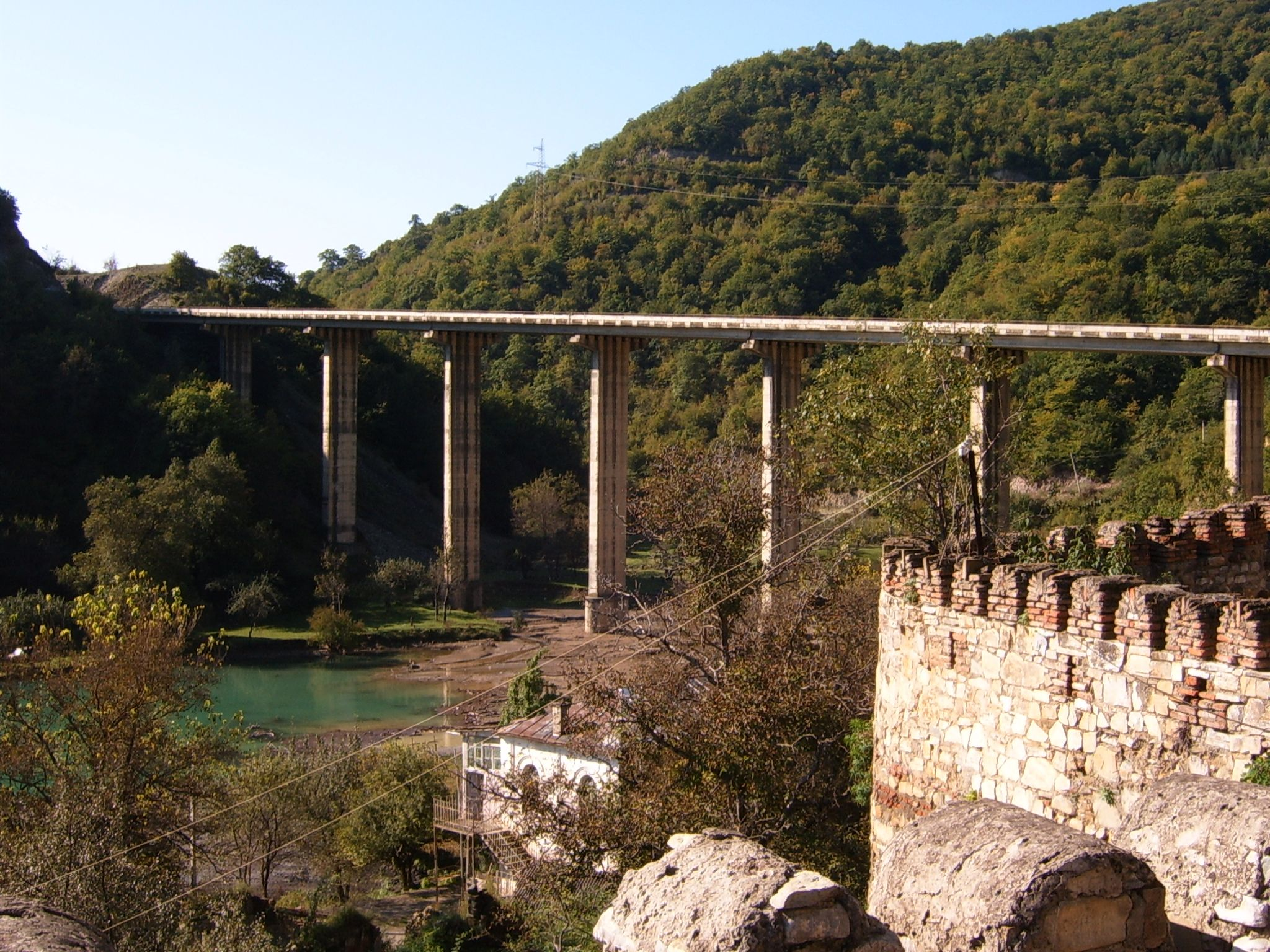
Bro på E117 vid Ananuri norr om Tbilisi i Georgien

E117 är en europaväg som går från Ryssland via Georgien till Armenien. Längd 1 050 km.

## Sträckning
Mineralnyje Vody - Naltjik - Vladikavkaz - (gräns Ryssland-Georgien) - Tbilisi - (gräns Georgien-Armenien) - Vanadzor - Jerevan - Goris - Meghri

## Standard
Landsväg. Nära gränsen Ryssland-Georgien korsar vägen bergskedjan Kaukasus, genom ett 2379 m högt bergspass (på den georgiska sidan). Det är högre än någon europaväg i Europa. Denna sträcka är inte pålitlig på vintern på grund av snöstormar, utan är tidvis stängd.
Vladikavkaz ligger i Nordossetien, ett område som man av svenska UD avråds (2006) att besöka.

## Anslutningar till andra europavägar
- E50
- E60
- E001
- E002